# Oncholaimus dujardinioides
Oncholaimus dujardinioides är en rundmaskart som beskrevs av Benjamin G. Chitwood 1960. Oncholaimus dujardinioides ingår i släktet Oncholaimus och familjen Oncholaimidae. Inga underarter finns listade i Catalogue of Life.